# U-154 (Kriegsmarine)
U-154 je bila nemška vojaška podmornica Kriegsmarine, ki je bila dejavna med drugo svetovno vojno.

## Zgodovina
Podmornica U-154 je med svojim službovanjem opravila 8 bojnih plovb, na katerih je potopila 10 ladij s skupno tonažo 49.288 BRT.
3. julija 1944 je bila s strani ameriških eskortnih letalonosilk USS Inch in USS Frost potopljena z globinskimi bombami severozahodno od Madeire.
Umrlo je vseh 57 članov posadke.

## Poveljniki
| Poveljniki |                 |                 |                                   |
| Št.        | Čin             | Ime             | Poveljstvo                        |
| 1.         | Kapitan korvete | Walther Kölle   | 2. avgust 1941 - 7. oktober 1942  |
| 2.         | Kapitan fregate | Heinrich Schuch | 7. oktober 1942 - 8. februar 1943 |
| 3.         | Nadporočnik     | Oskar Kusch     | 8. februar 1943 - 21. januar 1944 |
| 4.         | Nadporočnik     | Gerth Gemeiner  | 22. januar 1944 - 3. julij 1944   |

## Tehnični podatki
| Kategorije                                    | Podatki                       |
| --------------------------------------------- | ----------------------------- |
| Teža (t): na površju pod površjem polna Teža  | 1.120 1.232 1.540             |
| Dolžina (m) - tlačni trup (m)                 | 76,76 - 58,75                 |
| Širina (m) - tlačni trup (m)                  | 6,76 - 4,4                    |
| Izpodriv (m)                                  | 4,7                           |
| Višina (m)                                    | 9,4                           |
| Moč (hp): na površju pod podvršjem            | 4.400 1.000                   |
| Hitrost (vozlov): na površju pod podvršjem    | 18,3 7,3                      |
| Doseg (milja/vozel): na površju pod podvršjem | 13.450/10 63/4                |
| Torpeda/Torpedne cevi                         | 22/6 (4 na premcu, 2 na krmi) |
| Krovni top (mm)                               | 105 (110 granat)              |
| Mine                                          | 44 TMA                        |
| Posadka                                       | 48-56                         |
| Maksimalni potop (m)                          | 230                           |

## Potopljene ladje
| Datum             | Ime                              | Država              | Tonaža    | Usoda                              |
| ----------------- | -------------------------------- | ------------------- | --------- | ---------------------------------- |
| 4. april 1942     | Comol Rico (tanker)              | ZDA                 | 5.034 BRT | potopljena (torpedo)               |
| 5. april 1942     | Catahoula (tanker)               | ZDA                 | 5.030 BRT | potopljena (torpedo)               |
| 12. april 1942    | Delvalle (trgovska ladja)        | ZDA                 | 5.032 BRT | potopljena (torpedo)               |
| 13. april 1942    | Empire Amethyst (tanker)         | Združeno kraljestvo | 8.032 BRT | potopljena (torpedo)               |
| 20. april 1942    | Vineland (trgovska ladja)        | Kanada              | 5.587 BRT | potopljena (torpedo, ladijski top) |
| 28. junij 1942    | Tillie Lykes (trgovska ladja)    | ZDA                 | 2.572 BRT | potopljena (torpedo)               |
| 6. julij 1942     | Lalita (ribiška ladja)           | Panama              | 65 BRT    | potopljena (ladijski top)          |
| 8. november 1942  | D´Entrecasteaux (trgovska ladja) | Združeno kraljestvo | 7.291 BRT | potopljena (torpedo)               |
| 9. november 1942  | Nurmahal (trgovska ladja)        | Združeno kraljestvo | 5.419 BRT | potopljena (torpedo)               |
| 18. november 1942 | Tower Grange (trgovska ladja)    | Združeno kraljestvo | 5.226 BRT | potopljena (torpedo)               |